# Mokrane Bentoumi
Mokrane Bentoumi (* 16. Juni 2005 in Rouen) ist ein französisch-algerischer Fußballspieler.

## Karriere

### Verein
Bentoumi begann seine fußballerische Ausbildung 2011 beim SC Petit-Couronne. Nach drei Jahren dort, im Oktober 2014 wechselte er in die Jugendabteilung des FC Rouen. Dort spielte er vier Jahre, ehe er zum Le Havre AC wechselte. Mit den A-Junioren spielte er dort im Januar 2022 bereits im Alter von 16 Jahren in der Coupe Gambardella, wo man das Achtelfinale erreichen konnte. Nachdem er auch in der Zweitvertretung einige Einsätze bekommen hatte, debütierte Bentoumi am 15. Mai 2023 (35. Spieltag), als er bei einer 0:1-Niederlage gegen den FC Annecy eingewechselt wurde. In der gesamten Saison 2022/23 spielte er dreimal für das Profiteam und sechsmal für das fünftklassige zweite Team, für das er einmal traf. Mit der ersten Mannschaft wurde er zudem Meister und stieg in die Ligue 1 auf. Im Sommer 2024 wurde er in die National (D3) zum FC Villefranche-Beaujolais verliehen.

### Nationalmannschaft
Bentoumi war seit September 2022 französischer U18-Nationalspieler und absolvierte am 7. September 2023 sein erstes Spiel für die U19-Mannschaft.

## Erfolge
- Meister der Ligue 2 und Aufstieg in die Ligue 1: 2023